# Knooppunt Marquain
De verkeerswisselaar van Marquain is een Belgisch knooppunt tussen de A8/E42 en de A17/E403 nabij Marquain, tussen de Franse grens en het centrum van Doornik .
Het knooppunt is in principe een klaverblad, hoewel de snelwegen zelf er als een T samenkomen. Het verlengde van de A17 loopt in het knooppunt echter direct over in de aansluiting via gewone wegen met Marquain en het industriegebied Tournai-Ouest. Het geheel van aansluitingen tussen de snelwegen en de gewone wegen vormt zo het klaverbladpatroon.
| Aansluitende wegen | Aansluitende wegen         | Aansluitende wegen         | Aansluitende wegen | Aansluitende wegen |
| ------------------ | -------------------------- | -------------------------- | ------------------ | ------------------ |
|                    |                            | richting Brugge / Kortrijk |                    |                    |
|                    |                            |                            |                    |                    |
| richting Rijsel    | richting Brussel / Doornik |                            |                    |                    |
|                    |                            |                            |                    |                    |
|                    |                            | N516 richting Marquain     |                    |                    |

Aalbeke · Antwerpen-Centrum · Antwerpen-Haven · Antwerpen-Noord · Antwerpen-Oost · Antwerpen-West · Antwerpen-Zuid · Arquennes · Battice · Beaufays · Beveren · Bois-d'Haine · Brugge · Cerexhe · Charleroi-Nord · Charleroi-Sud · Cheratte · Daussoulx · Destelbergen · Doornik · Familleureux · Fexhe-Slins · Gent-Centrum · Gouy · Grâce-Hollogne · Groot-Bijgaarden · Hautrage · Hauts-Sarts · Heppignies · Heverlee · Hoog-Itter · Houdeng-Goegnies · Jabbeke · Jemappes · Kortrijk-West · Kortrijk-Zuid · Leonardkruispunt · Loncin · Lummen · Machelen · Marcinelle · Marquain · Merelbeke · Moorsele · Neufchâteau · Ranst · Sint-Stevens-Woluwe · Strombeek-Bever · Thiméon · Ville-sur-Haine · Vottem · Wilrijk-Valaar · Zaventem · Zwijnaarde